# Saint-Geniès-des-Mourgues
Saint-Geniès-des-Mourgues település Franciaországban, Hérault megyében. Lakosainak száma 2112 fő (2022. január 1.). Saint-Geniès-des-Mourgues Beaulieu, Castries, Lunel-Viel, Restinclières, Saint-Brès, Sussargues, Valergues és Entre-Vignes községekkel határos.

## Népesség
A település népessége az elmúlt években az alábbi módon változott:
| Lakosok száma | 862  | 1112 | 1415 | 1596 | 1839 | 1854 | 1876 | 2017 | 2041 | 2112 |
|               | 1968 | 1982 | 1990 | 2006 | 2013 | 2015 | 2017 | 2019 | 2020 | 2022 |